# SIRPB1
La proteína reguladora de señales beta-1 es una proteína que en humanos está codificada por el gen SIRPB1. SIRPB1 también ha sido designado recientemente CD172B ( grupo de diferenciación 172B). 
La proteína codificada por este gen es miembro de la familia de proteínas reguladoras de señales (SIRP) y también pertenece a la superfamilia de inmunoglobulinas. Los miembros de la familia SIRP son glicoproteínas transmembrana de tipo receptor que se sabe que están implicadas en la regulación negativa de los procesos de señalización acoplados a la tirosina quinasa del receptor. Se encontró que esta proteína interactúa con TYROBP/DAP12, una proteína que lleva motivos de activación inmunorreceptores basados en tirosina. También se informó que esta proteína participa en el reclutamiento de la tirosina quinasa SYK. Alternativamente, se han encontrado variantes de transcripción empalmadas para este gen.

## Interacciones
Se ha demostrado que SIRPB1 interactúa con TYROBP .